# 마담 (2017년 영화)
마담(Madame)은 프랑스에서 제작된 아만다 스데르스 감독의 2017년 코미디, 드라마 영화이다. 토니 콜렛 등이 주연으로 출연하였고 시릴 콜뷰 저스틴 등이 제작에 참여하였다.

## 출연

### 주연
- 토니 콜렛
- 하비 케이틀
- 로시 드 팔마

### 조연
- 마이클 스마일리

## 제작진
- 총괄프로듀서: 매튜 글레드힐
- 총괄프로듀서: 디디에 룹퍼
- 미술: 헤랄드 나자르
- 배역: 마이클 라규엔스